# Sergentomyia hodgsoni
Sergentomyia hodgsoni är en tvåvingeart som först beskrevs av John Alexander Sinton 1933.  Sergentomyia hodgsoni ingår i släktet Sergentomyia och familjen fjärilsmyggor. Inga underarter finns listade i Catalogue of Life.